# Vernost
Vernost è un film del 1965 diretto da Pyotr Todorovskiy.